# Reľov
Reľov (allemand : Rillen ) est un village de Slovaquie situé dans la région de Prešov.

## Histoire
Première mention écrite du village en 1314.

## Démographie

### Évolution de la population
| Année:               | 1994. | 2004.   | 2014.   | 2024.   |
| -------------------- | ----- | ------- | ------- | ------- |
| Nombre de personnes: | 343   | 359     | 365     | 337     |
| Différence:          |       | +4,66 % | +1,67 % | -7,67 % |

| Année:               | 2023. | 2024.   |
| -------------------- | ----- | ------- |
| Nombre de personnes: | 339   | 337     |
| Différence:          |       | -0,58 % |